# Judyta z Disibodenbergu
Judyta z Disibodenbergu (ur. ok. 1090 w Spanheim, zm. 1136 w Disibodenbergu) – niemiecka pustelnica, rekluza i przełożona klasztoru benedyktynek (OSB), błogosławiona Kościoła katolickiego.
Pochodziła z rodziny grafów von Sponheim. O jej życiu dowiadujemy się z pism pozostawionych przez Guiberta (Wiberta) z Gembloux. Od 1106 roku żyła w pustelni Disibodenberg, która później stała się klasztorem. Będąc przełożoną wspólnoty wykształciła swoją następczynię św. Hildegardę z Bingen. Po śmierci, Judyta wcześnie została otoczona kultem.

## Kult
Wspominana jest w martyrologiach  benedyktyńskich 22 grudnia.
W ikonografii przedstawiana jest w habicie benedyktyńskim. Jej atrybutami są dwa anioły i lampa.